# Vlag van de Noordwestelijke Provincie

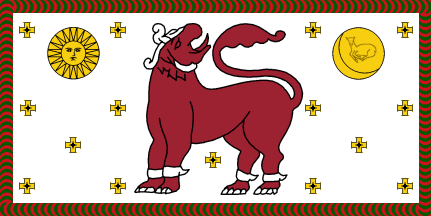
Vlag van de Noordwestelijke Provincie

De vlag van de Noordwestelijke Provincie werd op 14 november 1987 aangenomen als de vlag van de Noordwestelijke Provincie van Sri Lanka.

## Symboliek
De vlag van de Noordwestelijke Provincie bestaat uit een bruine leeuw met een zon- en maansymbool op een witte achtergrond. Op de achtergrond staan 15 kleine achtpuntige kruissterren. De hele vlag is omgeven door een groene en bruine geweven rand.